# 豊年祭 (嘉陽)
豊年祭（ほうねんさい）は、沖縄県名護市嘉陽の祭礼行事。旧暦の7月16日に行われる。様々な演目で構成され、全体を通して守り神が踊り神である獅子に豊年を祈願する。

## 村踊り
村踊り（ムラヲゥドゥイ）は旧暦の7月16日に、毎年公民館にて行われている。しかし1960年代までは旧暦の7月13日（スクミ）、7月16日（正日）、7月17日（別れ）の3日間にわたって行われていた。

### 伝承
明治時代から行われていることは確かではあるが、詳細は不明。戦時中は中断せざるを得なかったが、終戦を迎えると間もなく（1946、7年）頃再開された。戦時中に米軍が獅子屋を荒らし、舞踊の衣装や小物などが持ち去られたが獅子は安谷典夫が戦火の中を抱きかかえ守り通したため、被害をまぬがれたというエピソードが残っている。

### 道具
旗頭は、「勢」の文字で青色がかった布で製作されている（製作年は不明）。2004年に稲嶺安子からの寄贈により新調され、その後壊れた箇所の修繕作業などは区民が行なっている。ほかに使用される道具は三線と太鼓がある。

## 道ジュネー
道ジュネー（ミチジュネー）毎年旧暦の7月16日に豊年祭の中で行われる。戦前に3日間豊年祭が行われていた頃は、7月17日（別れ）にも道ジュネーをしていた。

### 道順
道ジュネーの道順は、シーシヤー（獅子屋）を出発してノロ殿内前、東翁長屋（翁長憲雄宅）の前を通って旧公民館へ向かう。しかし現在の公民館が出来てからは、さらにそこから国道へ出て公民館まで、というコースに変更された。その時の参加者の並ぶ順番は、先頭から長者の大主、子、孫など。そして後方に棒組、後尾に獅子という並びになる。

### 祈願
祈願は区の豊作を願ってシーシヤーで、道ジュネーが始まる前に行われる。守り神、踊り神である獅子に、区長をはじめ、豊年祭の踊り手、道ジュネーの参加者が祈願する。この時に決まった言葉などはなく、お酒のお供えをする。

### スーリ東節
道ジュネーでは三線と太鼓が使われ、「スーリ東節」という曲を繰り返し演奏する。行列の参加者は、右手に扇を1本持ち、踊りながら歩いていく。
一、スーリー アガリニ ンカティトゥブル トゥブルアヤハビル
（スーリ、東方に向かって飛ぶ、飛ぶ綾なる蝶）
スーリーサーサー スラッサ ハイヤ（※）
二、ダンジュ トゥユマリルカヨウヌ カヨウヌ ムラガナシ
（誠に名の轟きわたる嘉陽、嘉陽の村神様）
※繰り返し
三、シルクチヤ ウタキ ナカヤ ナカヤ エージマ
（出口・入り口は御嶽で、中は、中は親島よ）
※繰り返し
（参加者は※印の部分を一緒に歌い、回りながら進んでいく。）

## 長者の大主
長者の大主（チョーザノウフスー）とは豊年祭で演じられている演目の一つである。毎年必ずプログラムの一番はじめに設定されており、祭りの幕開け的要素を持つ。獅子に豊年を祈願するとともに、孫、2歳の順でカリーの踊りを舞う。

### 伝承
台本は保存されていない。台詞は先輩より口頭で指導継承し、踊りの指導は前世代や前任者などの経験者が行なっている。

### 登場人物・配役
登場人物は大主1人、孫（マーガ）、若い女性2人、二才（ニーセー）の計五人である。配役に特に決まりはない（しかし現在は大主役は区長が演じている）。孫役は現在女性が演じているが、全ての演目で女性の踊り手が禁止されていた時代は、女役も男性が演じた。いつ頃から女性も演じられるようになったかは、はっきりしていない。

### 衣装・道具
大主は黄色の着物に光沢のある金糸の帯、筒状の緑の防止に、麻縄を裂いて作ったひげ、扇子、杖。孫は赤い着物に金糸の織物で縁取った黒の打掛、頭には紫帯をまとい金色の髪飾りを付ける。二才はニーセー踊りの格好。孫の1人は大主が座る腰掛を持ち、二才の1人は獅子に供える酒と米を載せたお膳を持って登場する。使用楽器は、三線（3人）、太鼓（1人）である。

## 獅子舞
獅子舞は豊年祭の中で行われる、守り神である獅子への祈りを目的とする演目であり、プログラムの中頃に演じられる。緩やかな舞いから始まり、軽快な踊りを見せる。ムラ中にある邪気を払い、嘉陽の人たちの安泰を願うような荘厳な舞いをみせる。

### 伝承
嘉陽の獅子舞（獅子）は、いつどのようにして伝わってきたかは不明。中国から伝わったことは確かである。古老の伝える「寛永8年の文字が、獅子頭の中の握り棒に書かれているのを見た」ということから、1631年頃からあったものだと考えられる。

### 保存
守り神、踊り神として長きにわたって区民に大切にされてきた。シーシヤー（獅子屋）は、ティンナドゥンチ（天仁屋殿内）とヌンドゥルチ（ノロ殿内）に挟まれる場所にあり、そこに獅子は保存されている。現在の獅子屋は2006年に嘉陽の方々の手によって建築された。

## 南ヌ島
南ヌ島は、フェーヌシマと呼ばれ、演目の一つ。他のいくつかの部落にも同様の踊りがあるが、北中城村熱田部落がその伝来の地である。

### 伝承
1900年ごろに熱田出身のトゥカフィーとサンダーフィーの兄弟によって伝えられたと言われている。山原船に乗って嘉陽へ出稼ぎに来た際、豊年祭に向けて踊りを練習する青年たちに誘われて対になって踊ったのが南ヌ島であった。嘉陽に伝わったフェーヌシマは熱田のフェーヌシマと大きく異なっているが、今や嘉陽独自の伝統芸能として長年に亘って受け継がれている。

### 舞方員数
男性6人から8人（基本偶数）とチャンクルーと呼ばれる女性2人で行う。
- 衣装及び小道具

男性は、薄い青の生地に亀甲模様の入った上衣を纏い、七分丈のズボンに藁帯を締める。頭には顔を覆うほどのバショウなどの繊維を裂いて作ったカツラをかぶり3メートルほどの竹を持つ。チャンクルーは赤い着物に陣羽織支度で、頬かむりしてクバ笠を被る。

### 構成
踊りは棒踊りと手踊りから成り、最初に棒踊りが行われる。踊りは、まず舞方たちが三線の音に合わせて竹枝を床につくようにして音をたて、「ハウー」という拍子の掛け声をしながら登場し、左右2組に分かれて踊る。男子が退場したのちチャンクルーが三線に合わせ歌を歌いながら登場し、再び男子が登場して力強く勇壮な手踊りをみせる。